# Reino de Ava
O nome de Reino de Ava foi utilizado pelos ocidentais para designar os reinos Birmaneses que se sucederam na Birmânia entre os séculos XIV a XIX: esses reinos tiveram muitas vezes a cidade de Ava por capital.
O Reino de Ava propriamente dito é o primeiro desses reinos, fundado em 1364 e abatido pelos xãs em 1527.

## História
Um período de instabilidade tinha seguido a queda do Reino de Pagã frente os mongóis em 1287. A capital birmanesa tinha sido transferida para Sagaing. Em 1315, Sagaing foi tomada pelos xãs e a corte decidiu instalar-se num sitio menos vulnerável, do outro lado do Irauádi. Em 1364 o rei Thadominbya fundou a nova cidade na confluência deste rio e do Myitnge, sobre a ilha artificial criada ao fazer um canal entre os dois.
O Reino de Ava restabeleceu a potência "Bramá" ou Birmanesa, deu grande vitalidade à cultura do reino de Pagã e abriu um período fasto na Literatura Birmanesa. Tendo falta de fronteiras faceis a defender, foi perpetuamente em guerra com os xãs no leste e na fronteira do Iunã actual. Os xãs lançaram muitos ataques contra a capital, que enviou muitas expedições contra os principados do norte como Mong Mao. A dinastia Mingue tentou várias vezes de acabar com essas guerras pela diplomacia. O reino de Ava até participou nas guerras entre tais e chineses no Iunã entre 1436 e 1449.
Em 1527, o príncipe xã de Thibaw São Khun Mong apoderou-se de Ava, o que acabou com esta dinastia. Muitos birmaneses refugiaram-se em Taungû, onde participaram do impulso da dinastia Taungû e á criação do segundo império birmanês.

## Lista dos soberanos (1364-1555)
Esta lista comporta soberanos "bramás" ou Birmaneses, e xãs a partir de 1527. Em 1555, Ava foi tomada de novo, pelo rei birmanês Bayinnaung.
| Nome              | Datas de reino | Relação           | Notas                                               |
| Thadominbya       | 1364-1368      |                   | fundador                                            |
| Nga Nu            | 1368           | - usurpador       | reinou apenas alguns dias                           |
| Swasawke          | 1368-1401      |                   | descendia ao mesmo tempo da Reino de Pagã e dos xãs |
| Tarabya           | 1401           | Filho             |                                                     |
| Nga Nauk Hsan     | 1401           | - usurpador       |                                                     |
| Minkhaung         | 1401-1422      | Filho de Swasawke |                                                     |
| Thihathu II       | 1422-1426      | Filho             |                                                     |
| Minhlange         | 1426           | Filho             | assassinado                                         |
| Kalekyet Taungnyo | 1426-1427      | Tio               |                                                     |
| Mohnyinthado      | 1427-1440      |                   |                                                     |
| Minyekyawswa      | 1440-1443      | Filho             |                                                     |
| Narapati          | 1443-1469      | Irmão             |                                                     |
| Thihathura        | 1469-1481      | Filho             |                                                     |
| Minkhaung II      | 1481-1502      |                   |                                                     |
| Shwenankyawtshin  | 1502-1527      | Filho             |                                                     |
| Thohanbwa         | 1527-1543      |                   | princípio da dominação xã                           |
| Hkonmaing         | 1543-1546      |                   | príncipe de Thibaw                                  |
| Mobye Narapati    | 1546-1552      | Filho             | príncipe de Mobye (Mong Pai)                        |
| Sithu Kyaw Htin   | 1552-1555      |                   | príncipe de Salin                                   |